# Nugget (Metallurgie)

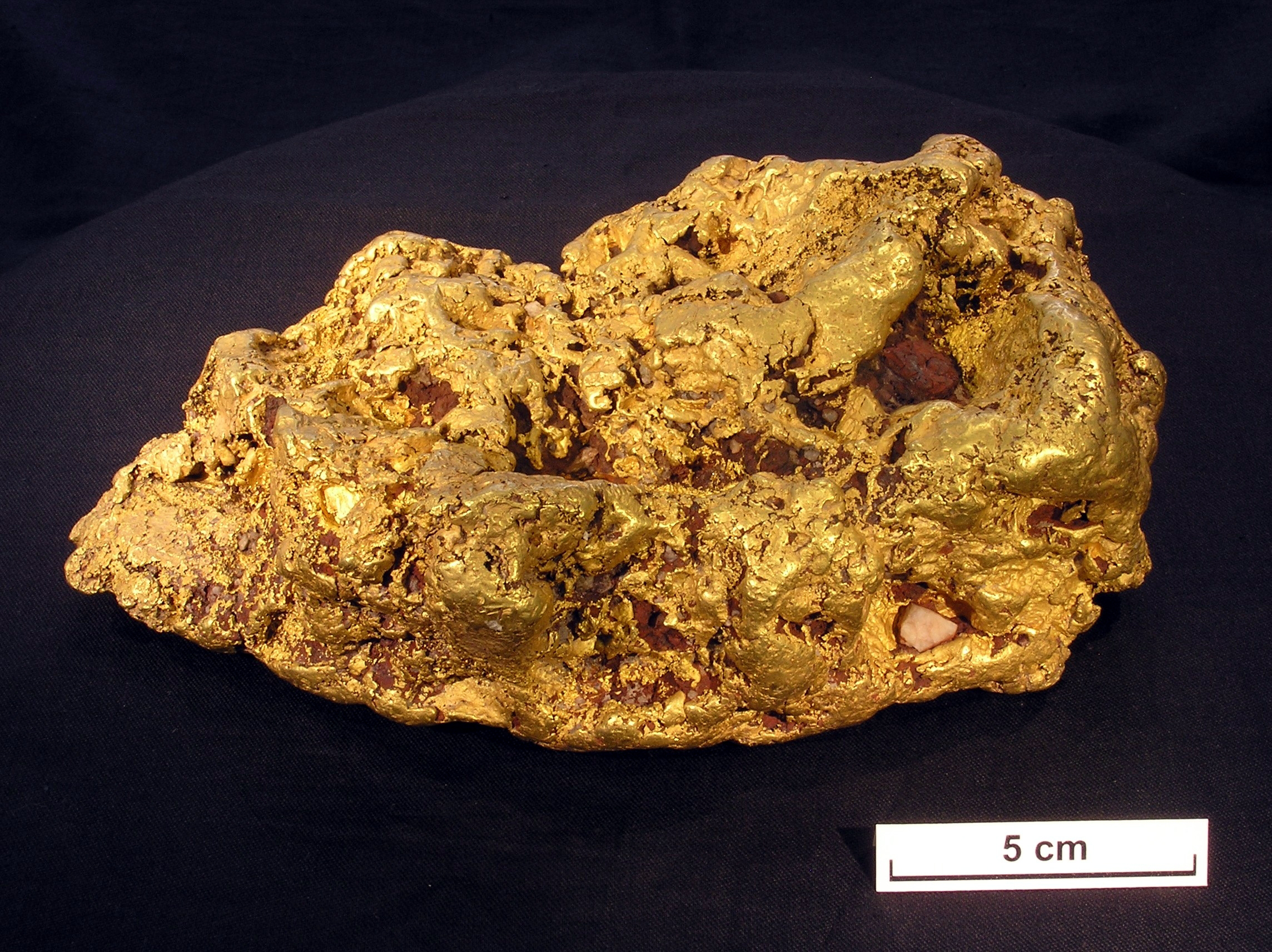
8 kg schweres Goldnugget aus Victoria (Australien)

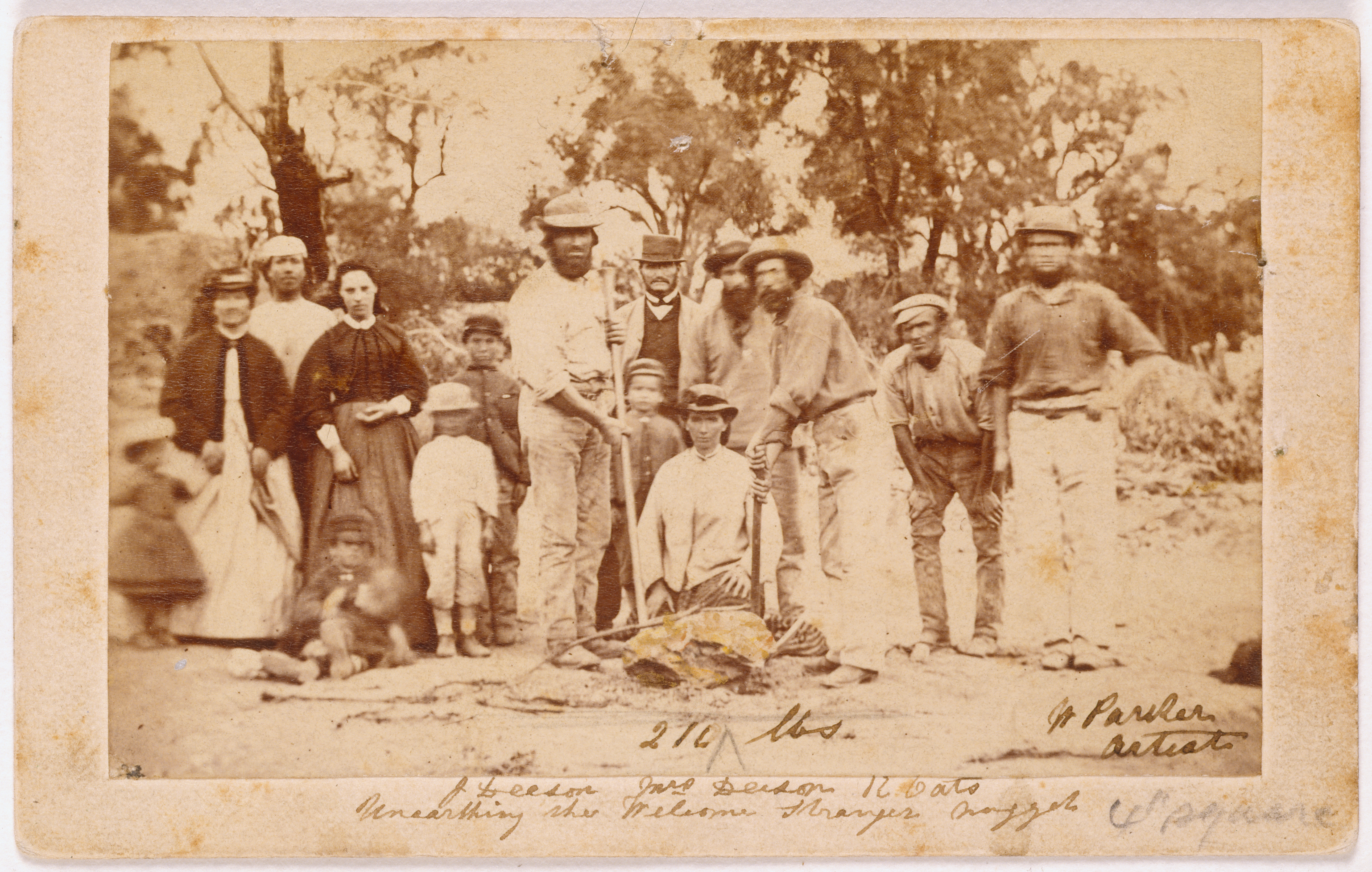
Die beiden Finder des Welcome Stranger mit ihren Frauen und dem Goldklumpen

Als Nugget bezeichnet man einen Gold- oder Platinklumpen, der auf natürliche Weise entstanden ist. Nuggets kommen in Seifen vor und sind normalerweise staub- oder korngroß. Allerdings gibt es auch andere Metalle, von denen Nuggets vorkommen, z. B. Kupfer (sehr selten). Auch natürlich vorkommendes gediegenes Silber wird heute umgangssprachlich als „Nugget“ bezeichnet, obwohl es sich dabei weniger um Klumpen als um Fäden handelt (sog. „Lockensilber“).
Das mit 2316 Feinunzen Goldgehalt (etwa 72 kg) bisher größte Goldnugget wurde 1869 in Moliagul/Australien gefunden und auf den Namen Welcome Stranger getauft. Drei Jahre später fand der deutsche Bergbauunternehmer Bernhardt Otto Holtermann das 214 kg schwere Holtermann-Nugget in New South Wales, das mit einem Feingoldgehalt von etwa 57 kg (26,64 %) genau genommen jedoch kein Nugget, sondern ausschließlich ein Goldquarzbrocken mit sehr hohem Goldgehalt ist. Den Begriff Nugget verwendet man bei sehr hohen Reinheitsgraden; in Australien gefundene Nuggets haben oftmals einen Reinheitsgrad von 95 % und mehr. Das schwerste in Deutschland gefundene Nugget wiegt 10,2 g. Die meisten großen Goldnuggets werden später eingeschmolzen. Im Ural (Russland) wurde 1843 ein zwölf Kilogramm schweres Platinnugget gefunden. Funde von fünf Kilogramm Gold und mehr sind von den Medien als berichtenswert eingestuft.

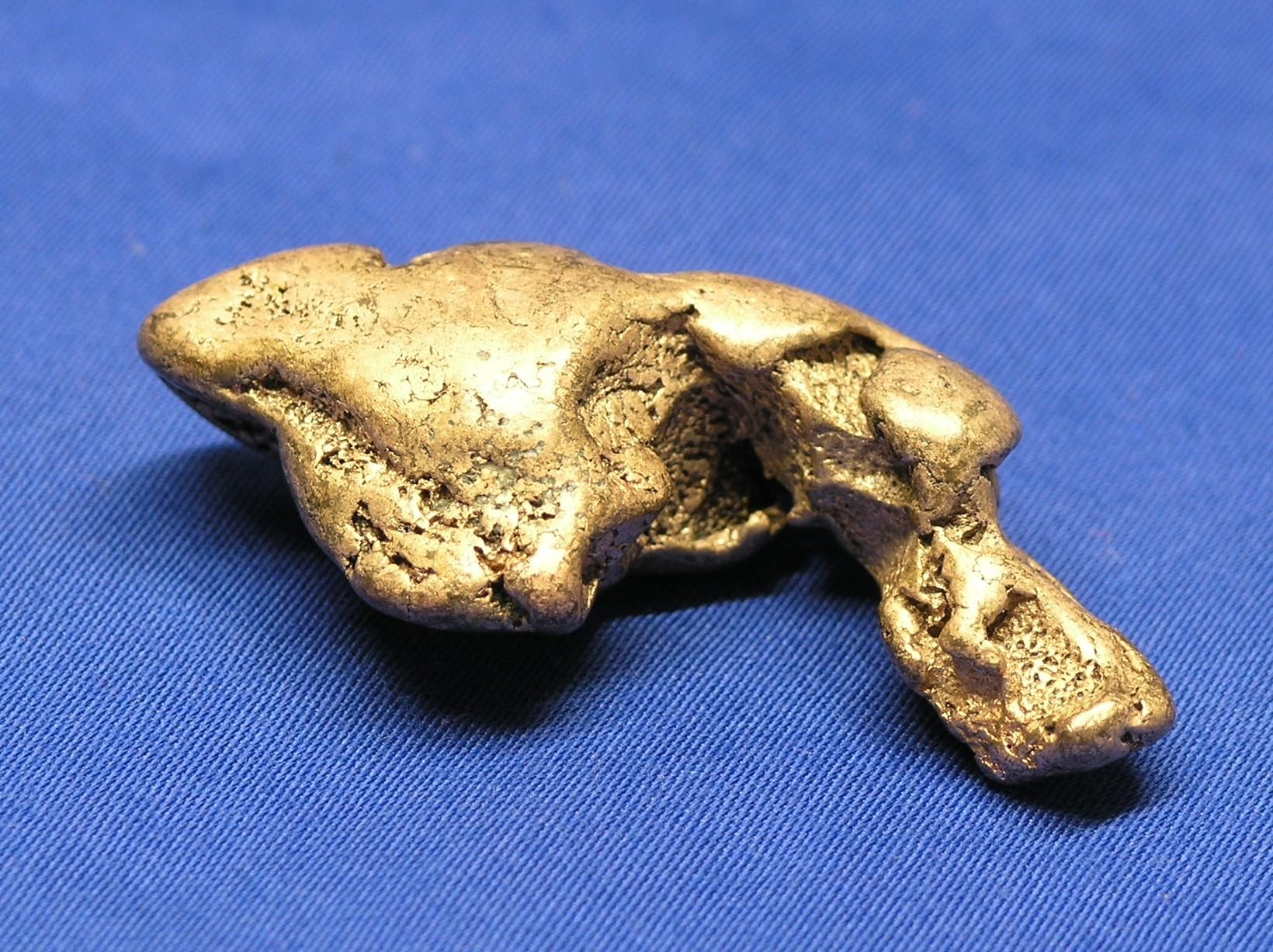
Kupfernugget, messingfarben
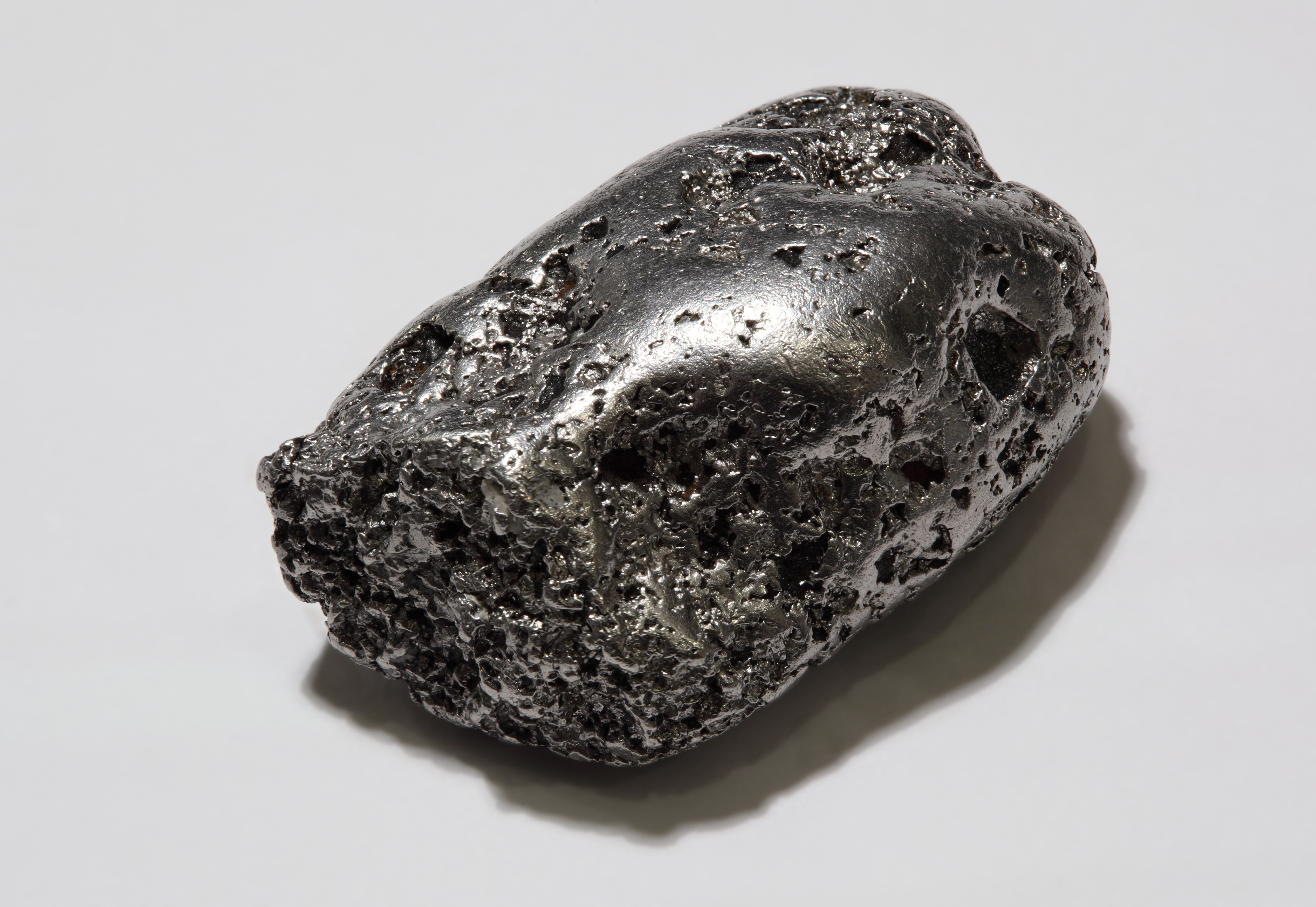
Platinnugget aus der Region Chabarowsk
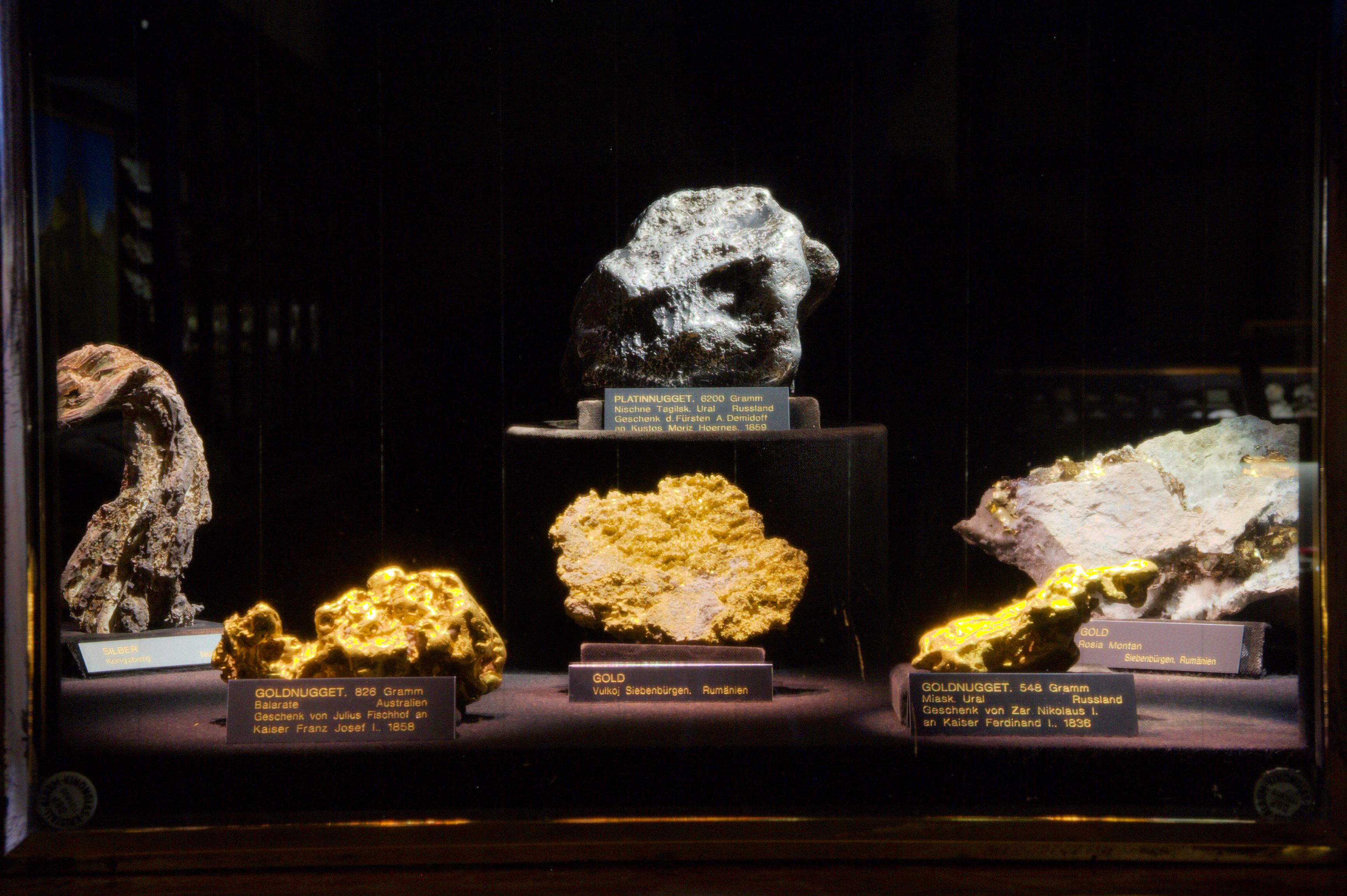
Goldnuggets, NHM Wien
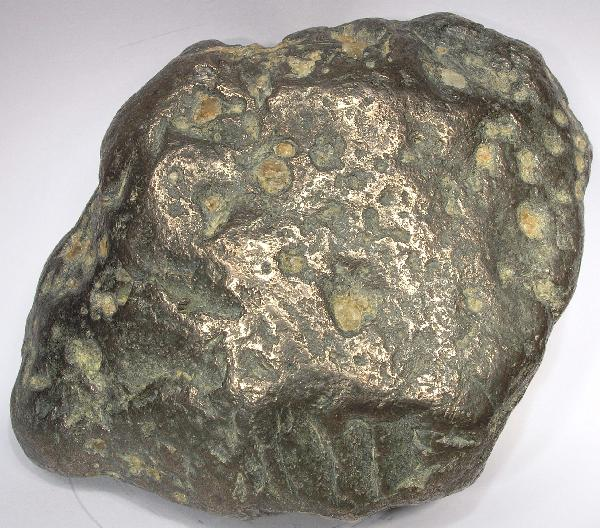
Bismutnugget aus Bolivien

## Entstehung von Goldnuggets
Nuggets entstehen durch die Erosion von goldführenden Mineralgängen. Gold ist chemisch sehr beständig, so dass durch Verwitterung und Transport in Bächen und Flüssen das umgebende Gestein oder der oft mit Gold zusammen auftretende Quarz entfernt werden, ohne dass das Gold zerfällt. Große Bereiche gediegenen Goldes, aus denen sich Nuggets bilden könnten, sind allerdings sehr selten, da das Gold im Erz meist fein verteilt vorkommt. Aus diesem Grund besteht der größte Teil von Goldlagerstätten, die durch die Verwitterung von goldführenden Erzen zustande kommt, aus feinen Goldteilchen.
Eine zusätzliche Möglichkeit der Bildung besteht darin, dass Goldnuggets durch bakterielle Aktivitäten in Biofilmen zustande kommen. Bestimmte Bakterien wandeln für sie giftiges gelöstes Gold in ungiftiges metallisches Gold um, das sie ausscheiden. Im Jahr 2006 veröffentlichte eine Gruppe australischer Forscher um Frank Reith vom Forschungszentrum für Umwelt und Mineralienexploration in Bentley, Perth, dass sie in zwei Goldminen auf fast allen Goldkörnern Biofilme mit dem Bakterium Ralstonia metallidurans gefunden hätten. Damit konnten erstmals Hinweise darauf gefunden werden, dass diese Art der Nugget-Bildung möglich ist.

## Nuggetfunde in Deutschland
Anfang Mai 2004 fand Heinz Martin, ein Rentner aus Katzhütte, im oberen Schwarzatal in einer Furt durch den Bach Katze zufällig ein funkelndes Goldnugget von 9,64 g. Die Echtheit des Goldes und die Natürlichkeit des Nuggets sowie die wahrscheinliche Authentizität des Fundortes wurden durch Markus Schade verifiziert. Es handelt sich um das zweitschwerste je in Deutschland gefundene Nugget. Es hatte einen damals geschätzten Sammlerwert von ca. 1500 Euro. Der Fund löste einen lokalen Goldrausch aus, es war der erste Fund in Deutschland seit rund 400 Jahren. Das schwerste in Deutschland (ebenfalls im Schwarzatal) gefundene Nugget wiegt 10,2 g. Es ist in ein Schmuckkörbchen aus dem 16. Jahrhundert eingearbeitet und besitzt somit als verarbeitetes Nugget heute wahrscheinlich einen geringeren Sammlerwert als der unverarbeitete Nuggetfund aus dem Jahre 2004.
Eine Möglichkeit, Nuggets zu finden, war die Errichtung eines Schlammwerkes. Heute spielen Metalldetektoren eine zunehmende Rolle.